# Three Crowns
Three Crowns (z ang. "Trzy Korony") – album polsko-norweskiego jazzowego kwartetu Macieja Obary wydany 25 października 2019 przez niemiecką oficynę ECM (nr kat. ECM 2662). Nominacja do Fryderyka 2020.

## Maciej Obara Quartet
- Maciej Obara - saksofon altowy
- Dominik Wania - fortepian
- Ole Morten Vågan - kontrabas
- Gard Nilssen - perkusja

## Lista utworów
| Three Crowns – 2019 | Three Crowns – 2019                             | Three Crowns – 2019    | Three Crowns – 2019 |
| Nr                  | Tytuł utworu                                    | Muzyka                 | Długość             |
| ------------------- | ----------------------------------------------- | ---------------------- | ------------------- |
| 1.                  | „Three Pieces in Old Style” (Piece I)           | Henryk Mikołaj Górecki | 5:40                |
| 2.                  | „Blue Skies for Andy”                           | Maciej Obara           | 9:21                |
| 3.                  | „Smoggy People”                                 | Maciej Obara           | 6:55                |
| 4.                  | „Little Requiem for a Polish Girl” (Tranquillo) | Henryk Mikołaj Górecki | 9:17                |
| 5.                  | „Vang Church”                                   | Maciej Obara           | 6:26                |
| 6.                  | „Three Crowns”                                  | Maciej Obara           | 7:13                |
| 7.                  | „Glow”                                          | Maciej Obara           | 7:34                |
| 8.                  | „Mr. S”                                         | Maciej Obara           | 9:57                |
|                     |                                                 |                        | 1:02:23             |